# 김경재 (정치인)
김경재(金景梓, 1942년 11월 3일~)는 대한민국의 정치인이다. 제15·16대 국회의원을 지냈다.

## 생애
김경재는 1942년 11월 3일에 전라남도 여수에서 태어났다. 1971년 대통령 선거 당시 신민당 대선 후보 홍보기획위원으로 정계에 입문하였다. 유신 시대로 접어들면서 15년의 미국에서 망명생활을 하였고, 현지에서 신문을 창간하여 미국 교민사회에서 민주화의 불씨를 지피는 데 주력했다. 이어 '박사월'이라는 필명으로 《김형욱 회고록》을 집필하면서 유신 체제를 뒤흔드는 계기를 제공했다.
제13대 총선에는 평화민주당 소속으로 강남구 갑에, 제14대 총선에는 민주당 소속으로 종로구에 출마하였으나 모두 낙선하였다. 1996년 제15대 총선에서 새정치국민회의 소속으로 순천시 갑에서 당선되었다. 1998년 새정치국민회의 총재특별보좌관을 맡아 김대중을 대통령으로 당선되도록 기여하였다. 제16대 대선 당시에는 새천년민주당의 대선 후보인 노무현의 선거운동을 도왔다. 하지만 노무현 정부 출범 이후 새천년민주당이 분당하여 창당된 열린우리당에 합류하지 않고 새천년민주당에 잔류하여 노무현 대통령 탄핵 소추를 주도하기도 하였다.
2012년에는 제19대 총선을 앞두고 있던 국민생각에 합류하여 서울 영등포구 을 후보로 공천되었으나 최종 후보로 등록되지 않았다. 제18대 대선을 앞두고 "이번 선거는 박정희 시대의 산업화와 김대중·김영삼 시대로 대표되는 민주화 시대의 화해를 의미한다."며 한광옥, 한화갑 등 구 동교동계 인사들과 함께 새누리당에 입당하여 박근혜 후보 지지를 선언하였다. 이후에는 대통령직인수위원회 국민대통합위원회 수석부위원장으로 활동하였다. 2015년에는 박근혜 대통령의 홍보특별보좌관으로 활동하였다. 2016년부터 2018년 2월까지 한국자유총연맹 총재로 활동했다.
2020년 광복절에 문재인 퇴진을 요구하는 보수단체 집회를 열면서 집회 신고된 범위를 벗어나 집회를 주최한 혐의에 대해 증거인멸 우려가 있어 구속된 김경재는 "2000년과 2014년에 심장 스텐트 시술을 받았고 매일 약을 먹는데 추우면 견디지를 못한다"며 "제가 편하게 재판받을 수 있게 해주길 바란다"고 재판부에 요청했다.

## 학력
- 1955년 순천남국민학교 졸업
- 1958년 순천중학교 졸업
- 1961년 순천고등학교 졸업
- 1966년 서울대학교 정치학 학사
- 1975년 펜실베이니아대학교 대학원 정치학 석사
- 1977년 펜실베이니아대학교 대학원 정치학 (박사과정 수료)

## 경력
- 사상계 정치담당 편집자
- 신민당 홍보기획위원회 위원
- 평화민주당 창당발기인
- 평화민주당 서울특별시 지부 강남구 갑 지구당위원장
- 신민주연합당 총재비서관
- 민주당 서울특별시 지부 종로구 지구당위원장
- 새정치국민회의 전라남도 지부 순천시 갑 지구당위원장
- 새정치국민회의 창당준비위원회 집행위원
- 새정치국민회의 당보편집위원회 위원
- 가톨릭대학교 겸임교수
- 새정치국민회의 원내수석부총무
- 새정치국민회의 홍보특별위원회 위원장
- 새정치국민회의 총재특별보좌관
- 새천년민주당 전라남도 지부 순천시 지구당위원장
- 새천년민주당 중앙선거관리위원회 위원
- 새천년민주당 국민경선진행분과 위원장
- 새천년민주당 당무위원
- 새천년민주당 서울특별시 지부 강북구 을 지구당위원장
- 평화민주당 사무총장
- 박근혜 대통령직인수위원회 국민대통합위원회 수석부위원장
- 새누리당 대한민국대통합위원회 기획담당특별보좌관
- 새누리당 특임고문
- 새누리당 상임고문
- 자유한국당 전임고문
- 박근혜 대통령 홍보특별보좌관
- 박근혜정부 한국자유총연맹 총재
- 미래통합당 탈당
- 기독자유통일당 입당
- 국민혁명당 상임고문
- 신자유민주연합
- 충청의미래당

## 전과
- 정치자금에관한법률위반: 벌금 3,000,000원 - 2006년 9월 21일 선고[2]
- 명예훼손, 사자명예훼손: 징역 8월, 집행유예 2년 - 2018년 12월 7일 선고[2]

## 상훈
- 1961년, 1962년 전국대학생 학술 토론대회(육사주최) 대통령상 2회 연속 수상
- 1963년 월간 세대지 제1회 정기필자모집 현상논문에 당선
- 1998년 한국유권자운동연합 선정 국회 상임위, 국정감사 최우수의원
- 2000년 한국유권자운동연합 선정 15대 국회(4년) 최우수 의원

## 출연작
- 1988년 KBS 일요시사칼럼
- 1989년 MBC 진단 토크쇼
- 1990년 - 1991년 MBC 푸른신호등 시사칼럼
- 1991년 SBS 10분공방
- 2008년 MBC 아침을 달린다, 칼럼 <역사와 뉴스사이>

## 저서
- 1970년 자정을 사는 사람들(소설). 삼지사
- 1985년 김형욱 회고록 3부작. 도서출판 아침. 전예원
- 1992년 쓰러지는 역사 일어나는 역사. 도서출판 죽산
- 1992년 軸, 새역사의 푸른신호등. 전예원
- 1999년 십청헌 김세필의 생애와 사상.
- 2000년 DJ의 독서일기(교보문고 베스트셀러). 인북스
- 2006년 김경재 고백 그리고 꿈, "청와대 허물어 아파트 짓고 싶다". 동행

## 가족 관계
- 배우자 : 채수정 (1942년 ~ 2018년 10월 27일)
  - 아들 : 김필립

## 역대 선거 결과
|  | 17.88% |

|  | 25.67% |

|  | 90.82% |

|  | 57.79% |

|  | 15.71% |

|  | 7.39% |

|  | 3.90% |

|  | 0.02% |

## 소속 정당
| 소속 정당 | 소속 정당      | 소속 기간 | 비고                |
| --------- | -------------- | --------- | ------------------- |
|           | 민중당         | 1965~1967 | 정계 입문           |
|           | 신민당         | 1967~1969 | 합당                |
|           | 무소속         | 1969      | 자진 정당 해산      |
|           | 신민당         | 1969~1980 | 정당 재등록         |
|           | 무소속         | 1980~1985 | 정당 해산 정계 은퇴 |
|           | 신한민주당     | 1985~1987 | 창당                |
|           | 무소속         | 1987      | 탈당                |
|           | 통일민주당     | 1987      | 창당 정계 복귀      |
|           | 무소속         | 1987      | 탈당                |
|           | 평화민주당     | 1987~1991 | 창당                |
|           | 신민주연합당   | 1991      | 당명 변경           |
|           | 민주당         | 1991~1995 | 합당                |
|           | 무소속         | 1995      | 탈당                |
|           | 새정치국민회의 | 1995~2000 | 창당                |
|           | 새천년민주당   | 2000~2005 | 합당                |
|           | 민주당         | 2005~2007 | 당명 변경           |
|           | 중도통합민주당 | 2007      | 합당                |
|           | 민주당         | 2007~2008 | 당명 변경           |
|           | 통합민주당     | 2008      | 합당                |
|           | 무소속         | 2008~2009 | 탈당                |
|           | 민주당         | 2009~2010 | 복당                |
|           | 무소속         | 2010      | 탈당                |
|           | 평화민주당     | 2010~2012 | 창당                |
|           | 무소속         | 2012      | 탈당                |
|           | 국민생각       | 2012      | 창당                |
|           | 무소속         | 2012      | 정당 해산           |
|           | 새누리당       | 2012~2015 | 입당                |
|           | 무소속         | 2015~2016 | 탈당                |
|           | 새누리당       | 2016~2017 | 복당                |
|           | 자유한국당     | 2017~2020 | 당명 변경           |
|           | 미래통합당     | 2020      | 합당                |
|           | 무소속         | 2020      | 탈당                |
|           | 기독자유통일당 | 2020~2021 | 입당                |
|           | 국민혁명당     | 2021      | 당명 변경           |
|           | 무소속         | 2021~2022 | 탈당                |
|           | 신자유민주연합 | 2022      | 입당                |
|           | 충청의미래당   | 2022~2023 | 당명 변경           |
|           | 내일로미래로   | 2023~현재 | 당명 변경           |

## 같이 보기
- 순천시 갑
- 순천시 (2000년 선거구)
- 순천시의 국회의원